# Ontstaan van Rome

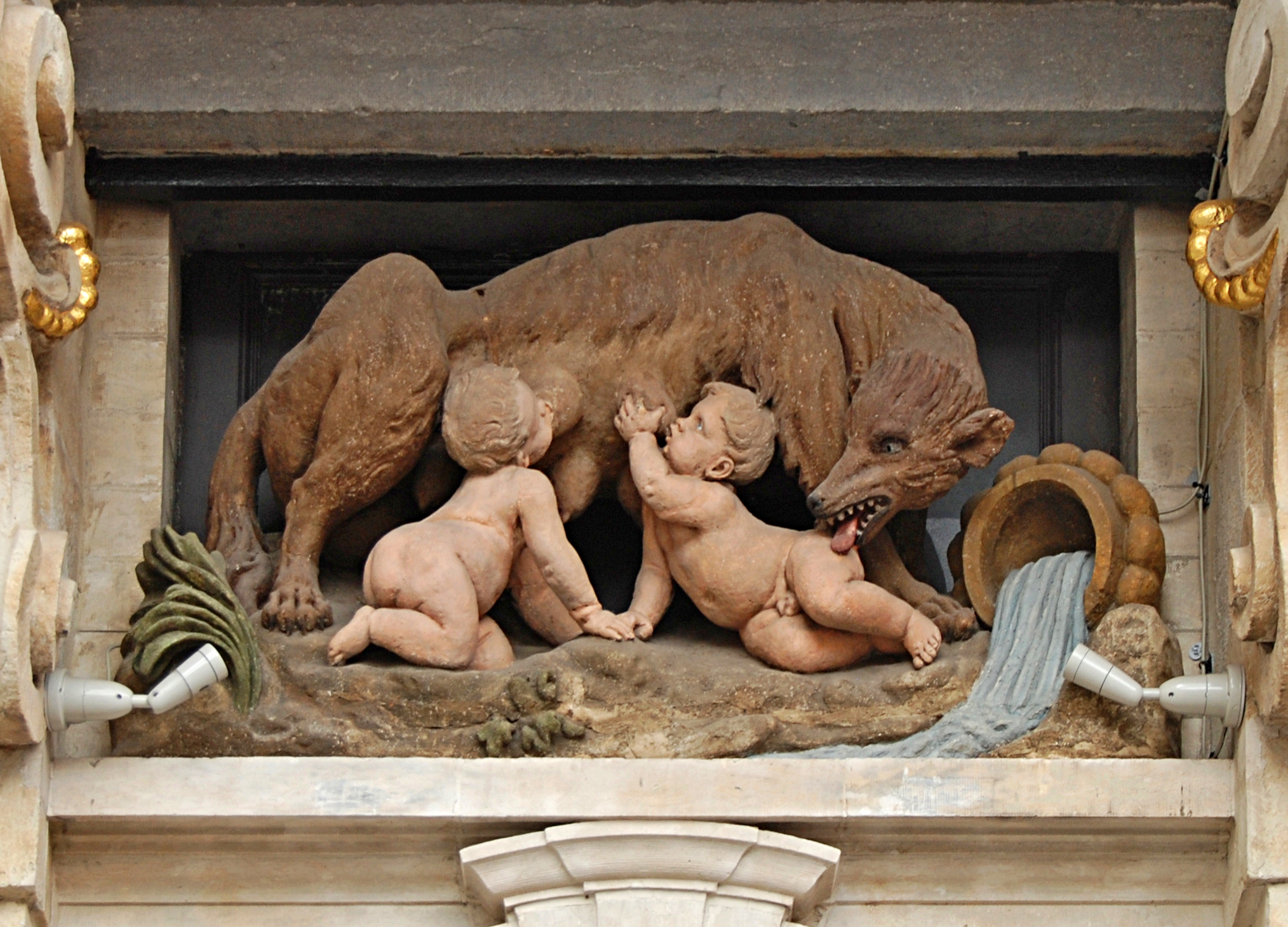
Romulus en Remus op het Huis De Wolf op de Grote Markt van Brussel.

Het ontstaan van Rome is een gebeurtenis waarover meerdere verhalen de ronde doen. Volgens de Romeinse schrijvers was Rome 'door de goden vanaf het begin al voorbestemd tot grootheid' maar de archeologie geeft een veel soberder en aardser beeld van het begin.

## Mythe
Keizer Augustus had opdracht aan Vergilius en Livius gegeven om een verhaal over het ontstaan van Rome te maken, dat werden Ab urbe condita en de Aeneis. Daarin werd nadruk gelegd op de goddelijke oorsprong.
Rome werd volgens een beroemde legende gesticht door de tweeling Romulus en Remus, op 21 april 753 v.Chr. in de landstreek van Latium in Italië. De legende is oorspronkelijk afkomstig van de Romeinse schrijver Marcus Terentius Varro (116-27 v.Chr.). De vroegste geschiedenis is voor een deel in nevelen gehuld. In navolging van de Ilias en Odyssee van de Griekse dichter Homeros werd er met steun van Augustus door de dichter Vergilius en de historicus Livius een epos over geschreven.

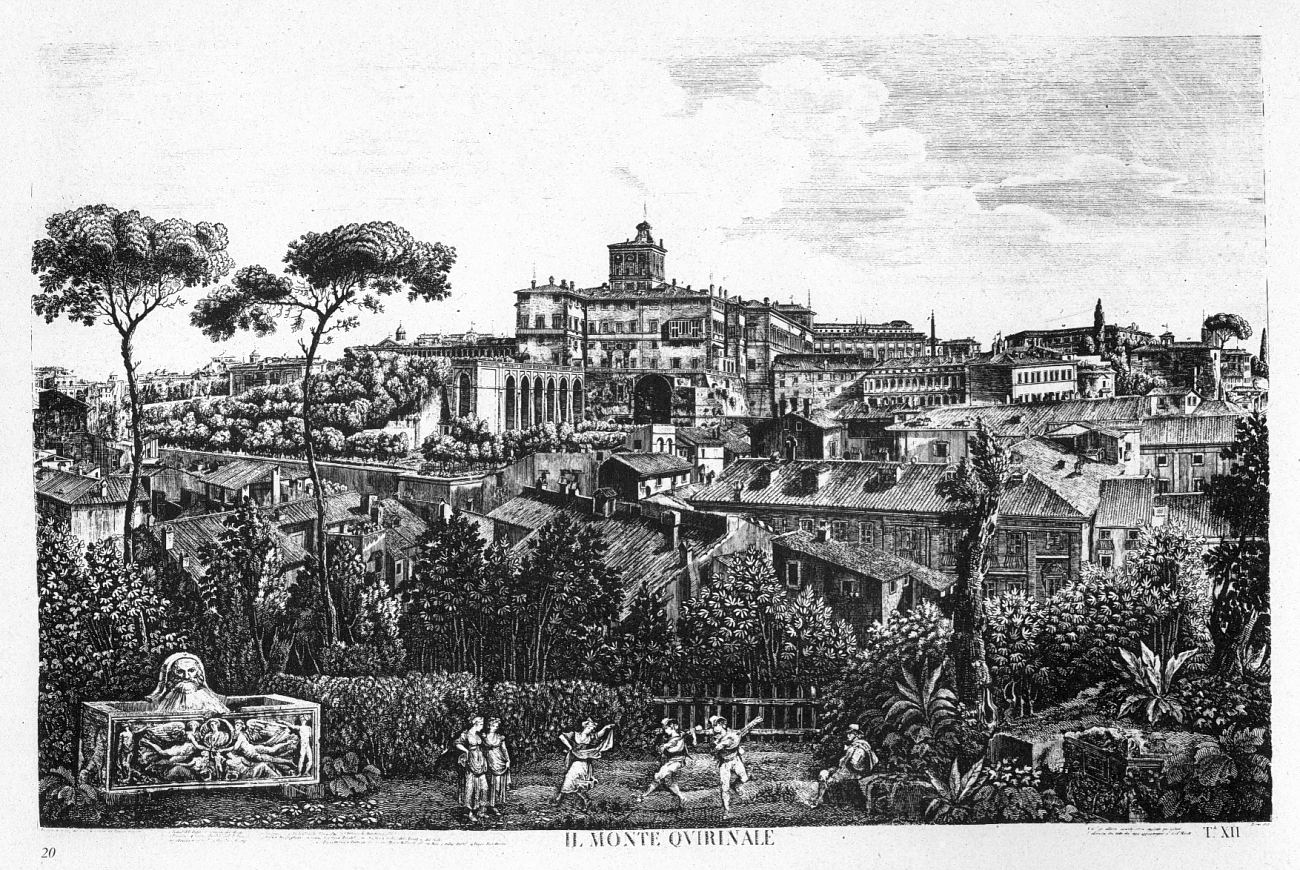
Quirinaal heuvel, afbeelding uit 1827

De legende begint bij de Trojaanse Oorlog. Aeneas en zijn zoon vluchtten weg uit het brandende Troje om, zoals de moeder van Aeneas, Venus, hem had opgedragen, een nieuw rijk te stichten. Na jarenlang rondzwerven op zee kwamen ze aan in Carthago. Aeneas werd verliefd op Dido, de koningin van Carthago. De moeder van Aeneas (Venus) werd woedend toen ze hoorde dat Aeneas in Carthago bij Dido wilde blijven. Uiteindelijk vertrokken Aeneas en zijn zoon, terwijl Dido zelfmoord pleegde. Daarna zwierven ze nog lang rond en kwamen uiteindelijk aan bij de Tiber. Daar voeren zij op en stichtten de stad Lavinium, vernoemd naar de (nieuwe) vrouw van Aeneas. Zo ging het veertien generaties verder. Iemand uit zijn nageslacht kreeg een dochter, Rhea Silvia. Zij had gemeenschap met de oorlogsgod Mars.
Dit is voor haar een doodzonde omdat ze een Vestaalse maagd is (Vestaalse maagden moesten maagd blijven). Ze baarde een tweeling en werd omgebracht omdat ze ontmaagd was. De koning die aan de macht was kon de tweeling niet doden en beval een van zijn soldaten het te doen. De soldaat kon het niet en daarom legde hij de tweeling in een rieten mandje in de rivier. De tweeling werd gevonden door een wolvin, de Lupa Capitolina, die hen zoogde.
Na enige tijd werden ze gevonden door een herder, Faustulus genaamd, die hen verder opvoedde alsof ze zijn eigen zonen waren. Toen ze volwassen waren geworden, trokken ze naar zeven heuvelen bij de Tiber. Samen stichtten zij een stad. Om te weten welke naam de stad moest dragen en of het wel de juiste plaats was, ging elk, samen met een priester, een eigen heuvel op om een teken van de goden te krijgen. Remus zag zes gieren en vond dit een geweldig teken. Hij rende naar beneden om tegen iedereen te zeggen wat hij had gezien. Volgens hem moest de stad Reme worden genoemd.
Romulus kwam weliswaar later naar beneden, maar hij had wel twaalf gieren gezien. Hij vond daarom dat de stad Rome genoemd moest worden. Er ontstond een hevige ruzie tussen hen. Remus was boos omdat hij geen koning was en sprong over de muur die Romulus gemaakt had. Hij zei: 'Moet dít ons beschermen?' Romulus werd kwaad, sloeg Remus dood en riep: 'Zo zal het voortaan iedereen vergaan die over deze muren klautert'. Rome werd de naam en Romulus de eerste koning. Volgens de legende zouden er nog zes volgen. Tarquinius Superbus zou hiervan de laatste zijn.
Een andere mogelijkheid wordt geboden in een artikel uit het Romeinse dagblad Il Messaggero van 5 mei 2003: in een teruggevonden fragment van de hand van Stesichorus van Himnera (638-555 v.Chr.) beschrijft deze Grieks-Siciliaanse dichter-schrijver hoe een vrouw, Roma genaamd, met haar Trojaanse vloot en een groep metgezellen uit het door oorlog verscheurde Troje wegvlucht. Na omzwervingen bereiken zij een plek die zo aangenaam is, dat zij besluiten te blijven. Roma laat de schepen verbranden en de groep sticht een stad, die zij naar hun aanvoerster noemen. De Griekse schrijver en historicus Dionysius van Halicarnassus, die omstreeks de tweede helft van de 1ste eeuw v.Chr. leefde, schreef ook over deze historische vrouw maar noemde haar Rhome, hetgeen macht betekent.
Er waren mogelijk meerdere koningen (reges) aan het begin van de Romeinse geschiedenis, maar waarschijnlijk waren dit zetbazen van de naburige Etrusken, die de bewoners van Latium overheersten. De Romeinen verjoegen deze overheersers (en leermeesters) en stichtten een staat die zij zelf een Res Publica (zaak van het volk) noemden. In plaats van een koning kregen twee jaarlijks gekozen consuls de macht.

Verder was er een raad, de Senaat, waar de belangrijke beslissingen genomen werden en een aantal andere belangrijke hoge ambtenaren, zoals censors en volkstribunen, ieder met hun eigen rechten en plichten die vastgelegd waren in de wet (lex).

## Werkelijkheid
Volgens archeologen is Rome ontstaan in een viertal stappen.
In de 10e eeuw v.Chr. kwamen er enkele kleine nederzettingen van Latijnen op de Palatijn en op de Esquilijn, twee van de zeven heuvels van Rome in de landstreek van Latium in Italië.
In de 8e eeuw v.Chr. kwamen er nieuwe nederzettingen op de Palatinus, Esquilinus en op de Caelius. Het bondgenootschap Roma Quadrata werd opgericht tussen de twee nederzettingen op de Palatijn. Zo werden die twee nederzettingen sterker op militair vlak. Er kwam ook een omwalling rond de Palatijn, de eerste omwalling.
De derde stap vond plaats in de 6e eeuw v.Chr.: toen kwamen er nog meer nederzettingen op die drie heuvels en vielen de Etrusken Rome binnen. Ze veroverden Rome, dat toen nog maar uit enkele nederzettingen bestond. Ze verenigden de nederzettingen op de drie heuvels tot een stad. Ze legden het moerassige dal aan de voet van de Palatinus droog, zodat dit de functie van forum kreeg. Op de Capitolinusheuvel bouwden de Etrusken een burcht.
In de laatste fase, tijdens de 4e eeuw v.Chr., breidde de stad verder uit tot de vier andere heuvels, waar geen nederzettingen waren. Rome kreeg de omvang van een stad doordat de zeven nederzettingen met een muur verbonden werden. Sindsdien groeide Rome in relatief korte tijd uit tot de machtigste stad van de Oudheid.